# Lípy popravených vlastenců Stanislava Mikoláška, Miroslava Ondrašíka a Jana Mazala
Lípy popravených vlastenců Stanislava Mikoláška, Miroslava Ondrašíka a Jana Mazala nebo zkráceně jen Lípy popravených vlastenců, je skupina památných lip s kamenným památníkem popravených vlastenců na levém břehu Vsetínské Bečvy v Poličné v okrese Vsetín. Geograficky se nachází v pohoří Podbeskydská pahorkatina na Valašsku a ve Zlínském kraji.

## Historie a popis

### Lípy
Skupina 3 tří lip malolistých (Tilia cordata Mill.) Podle údajů z roku 2005:
| Výška stromů:                   | ? m                                                  |
| Obvod kmenů (ve výčetní výšce): | ? m                                                  |
| Ochranné pásmo stromů:          | v době vyhlášení kruh o poloměru 5,1 m, 5,4 m, 5,1 m |
| Datum prvního vyhlášení:        | 30. července 2005.                                   |

### Památník
Před lípami je postaven pomník ze tří kamenných kvádrů postavených těsně vedle sebe. Pomník připomíná 3 vlastence, kteří byli popraveni zastřelením během 2. světové války. Byli to studenti Stanislav Mikolášek, Miroslav Ondrašík a Jan Mazal, zajatí během pokusu o přechod přes moravsko-slovenské hranice. Na památníku jsou připevněny 4 kamenné desky s nápisy:
| „ | STANISLAV MIKOLÁŠEK - 10. 3. 1923 † 11. 5. 1944 | “ |

| „ | JAN MAZAL - 11. 5. 1923 † 12. 11. 1944 | “ |

| „ | MIROSLAV ONDRAŠÍK - 18. 3. 1926 † 12. 11. 1944 | “ |

| „ | NA VĚČNOU PAMÁTKU ZDE POPRAVENÝM | “ |

## Další informace
Místo je celoročně volně přístupné a nachází se na trase naučné stezky T. G. Masaryka a dalších turistických stezek a cyklostezek.

## Galerie

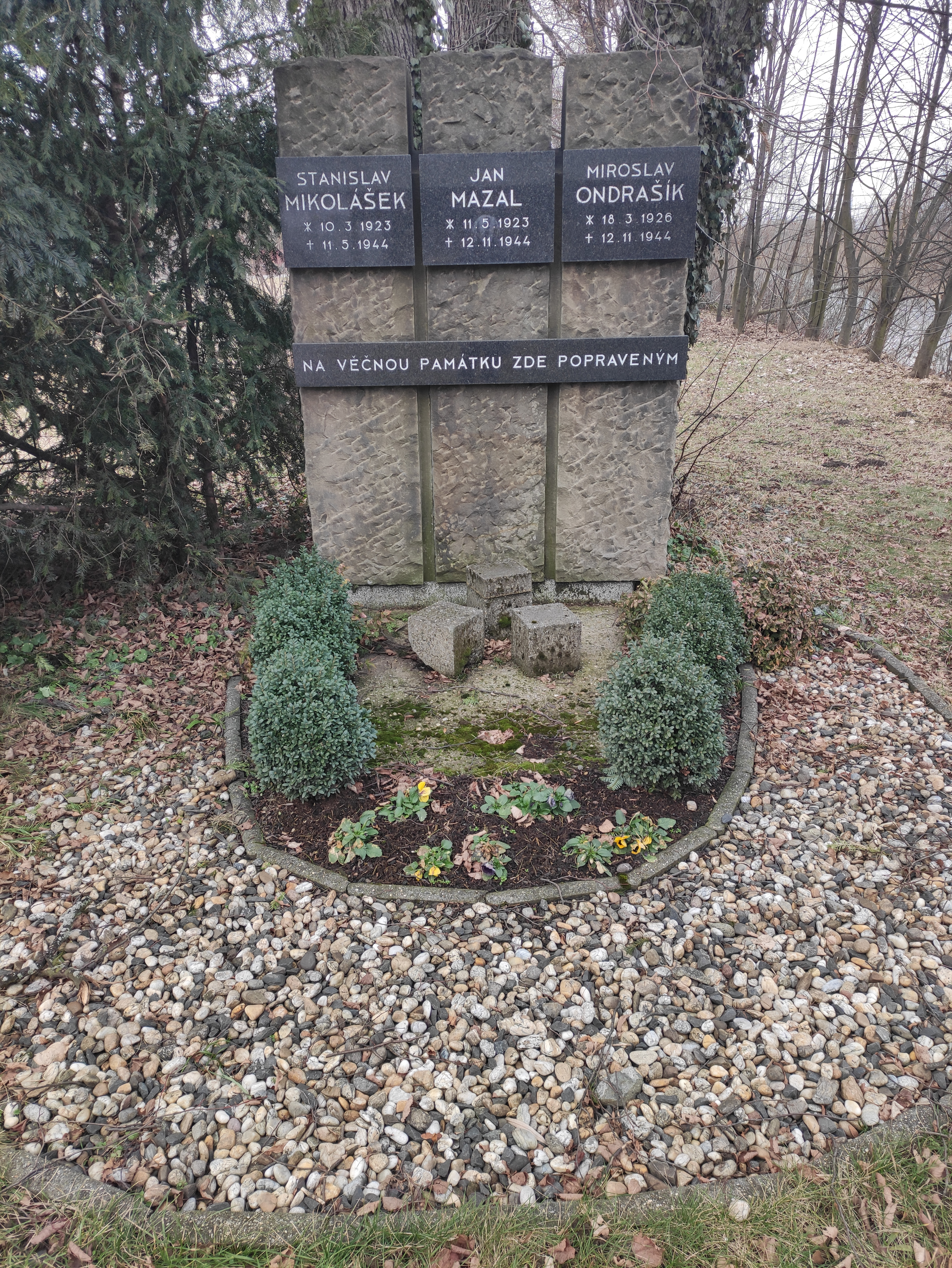
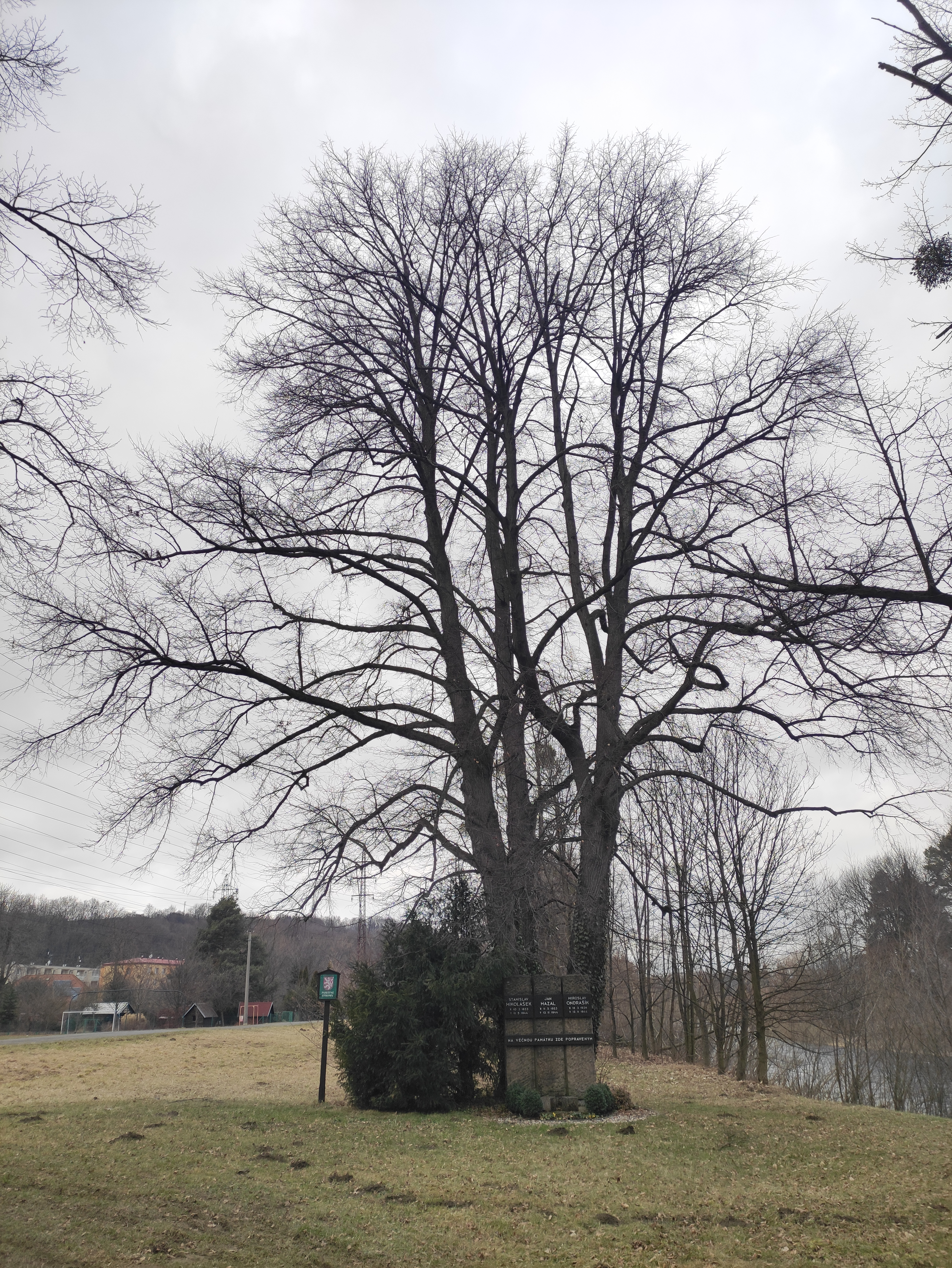
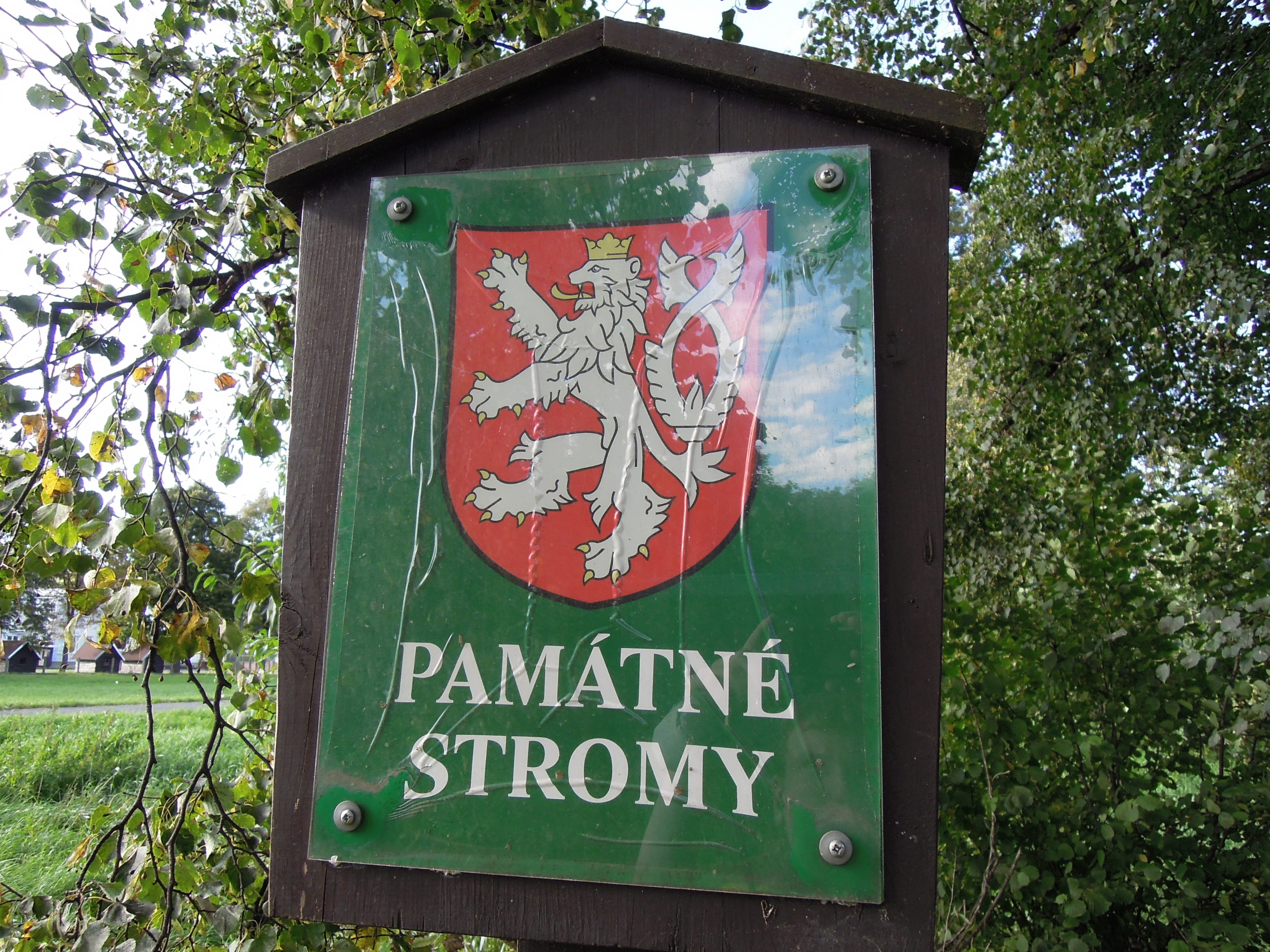